# 坂本充
坂本 充（さかもと みつる、1980年10月7日 - ）は、福岡県出身の元プロ野球選手（外野手）。

## 経歴
小学6年から野球を始め、中学では投手を務める。九産大九州高校に進学し、四番・中堅手として活躍。高校卒業後にアメリカ合衆国のインディアンヒルズ短期大学に留学して野球を続ける。その後、アリゾナウエスタン短期大学に編入するとリーグ戦で打率.420を記録して首位打者を獲得し、全アリゾナ代表にも選ばれるなど頭角を現す。
2002年のMLBドラフト24巡目でコロラド・ロッキーズから指名され、高校まで日本で過ごした日本人選手がMLBドラフトで指名された初のケースとなった。イチローに似た一番打者タイプで、鋭いラインドライブを打ち分けると評されていた。マイナーリーグでプレーしたが、メジャー昇格できないまま2004年に退団。
自主トレをともに行なったこともある城島健司の家庭教師として2005年11月にシアトル・マリナーズと契約。2006年は城島本人との個人契約を結びパートナーアシスタントとして活動した。

## 著書
- 「城島健司をしゃべらせたゼロからの英会話」あさ出版、2007年 ISBN 486-0-63-2125